# Kastriot Dermaku
Kastriot Dermaku, född 15 januari 1992 i Scandiano i Italien, är en italiensk-albansk fotbollsspelare.

## Karriär
Den 5 oktober 2020 lånades Dermaku ut av Parma till Lecce på ett låneavtal över säsongen 2020/2021. Den 30 augusti 2021 blev det en permanent övergång till Lecce för Dermaku som skrev på ett treårskontrakt.